# Kortgeknipt
Kortgeknipt (Tsjechisch: Postřižiny) is een film van de Tsjecho-Slowaakse regisseur Jiří Menzel. De film is gebaseerd op de gelijknamige roman van de auteur Bohumil Hrabal.

## Verhaal
Francin, de vader van Hrabal, is directeur van een brouwerij. Zijn vrouw Maryška is zeer aantrekkelijk en bovendien ook zorgzaam en intelligent. Alle mannen in het dorp zijn daarom gek op haar en dat baart hem zorgen. Op een bepaald ogenblik komt Francins broer op bezoek. Er dreigt een romance te ontstaan tussen hem en zijn vrouw Maryška.

## Rolverdeling
| Acteur           | Personage     |
| ---------------- | ------------- |
| Magda Vášáryová  | Maryška       |
| Jirí Schmitzer   | Francin       |
| Jaromír Hanzlík  | Pepin         |
| Rudolf Hrušínský | Dr. Gruntorád |
| Petr Cepek       | De Giorgi     |
| Oldrich Vlach    | Ružicka       |
| František Rehák  | Vejvoda       |
| Miloslav Štibich | Bernádek      |
| Alois Liškutín   | Štefl         |
| Pavel Vondruška  | Lustig        |